# Любинская, Ольга Ивановна
Ольга Ивановна Любинская (23 июня 1927, теперь Одесская область — ?)  — украинская советская деятельница, звеньевая колхоза «Пятилетку — за четыре года» Любашевского района, агроном Любашевской МТС Любашевского района Одесской области. Герой Социалистического Труда (21.03.1949). Депутат Верховного Совета УССР 3-4-го созывов.

## Биография
Родилась в крестьянской семье. Трудовую деятельность начала колхозницей в колхозе «Пятилетку — за четыре года» Любашевского района Одесской области.
С 1944 года — звеньевая колхоза «Пятилетку — за четыре года» поселка Любашевки Любашевского района Одесской области. Избиралась секретарем комсомольской организации колхоза. В 1948 году получила урожай пшеницы 30,5 центнеров с гектара на площади 21 га.
На 1955 год — агроном Любашевской машинно-тракторной станции (МТС) по колхоза имени Маленкова Любашевского района Одесской области.

## Награды
- Герой Социалистического Труда (21.03.1949)
- орден Ленина (21.03.1949)
- медали